# Liste des monuments historiques de Nieuport
Cette page regroupe l'ensemble des monuments classés de la ville belge de Nieuport.
| Objet                                                                                     | Statut du classement? | Année de construction/architecte | Section communale | Adresse                    | Coordonnées                      | Numéro d'inventaire | Illustration                                               |
| ----------------------------------------------------------------------------------------- | --------------------- | -------------------------------- | ----------------- | -------------------------- | -------------------------------- | ------------------- | ---------------------------------------------------------- |
| (nl) Woning                                                                               |                       |                                  | Nieuwpoort        | Arsenaalstraat 32          | 51° 07′ 47″ nord, 2° 45′ 17″ est | 16564               | Téléverser                                                 |
| (nl) Rijksbasisschool, neotraditionele stijl 1922, met                                    |                       |                                  | Nieuwpoort        | Arsenaalstraat 35          | 51° 07′ 45″ nord, 2° 45′ 14″ est | 16565               | Téléverser                                                 |
| (nl) Les Pommiers, landhuis naar ontwerp van A. Hannaert 1922                             |                       |                                  | Sint-Joris        | Brugse Steenweg 19         | 51° 07′ 54″ nord, 2° 45′ 49″ est | 16566               | Téléverser                                                 |
| (nl) Pastorie van de Onze-Lieve-Vrouwekerk, 1922, neo-Vlaams                              | Oui                   |                                  | Nieuwpoort        | Hendrik Geeraertplein 2    | 51° 07′ 44″ nord, 2° 45′ 07″ est | 16569               | Téléverser                                                 |
| (nl) Hoekhuis, jaren 1920, A. Golenvaux                                                   |                       |                                  | Nieuwpoort        | Hoogstraat 16              | 51° 07′ 50″ nord, 2° 45′ 01″ est | 16571               | Téléverser                                                 |
| (nl) Eclectisch hoekhuis jaren 1920                                                       |                       |                                  | Nieuwpoort        | Kaai 23                    | 51° 08′ 00″ nord, 2° 45′ 03″ est | 16572               | Téléverser                                                 |
| (nl) Eclectisch rijhuis, Vlaamse-renaissancestijl, bree                                   |                       |                                  | Nieuwpoort        | Kokstraat 21               | 51° 07′ 53″ nord, 2° 44′ 55″ est | 16574               | Téléverser                                                 |
| (nl) Twee enkelhuizen, naar ontwerp van E. Remacle 1922                                   |                       |                                  | Nieuwpoort        | Kokstraat 64               | 51° 07′ 47″ nord, 2° 44′ 57″ est | 16575               | Téléverser                                                 |
| (nl) Twee enkelhuizen, naar ontwerp van E. Remacle 1922                                   |                       |                                  | Nieuwpoort        | Kokstraat 66               | 51° 07′ 47″ nord, 2° 44′ 57″ est | 16575               | Téléverser                                                 |
| Ancien hôtel de l'Espérance, thans 't Kasteeltje                                          | Oui                   |                                  | Nieuwpoort        | Hoogstraat 2               | 51° 07′ 56″ nord, 2° 45′ 01″ est | 16577               | Téléverser                                                 |
| Ancien hôtel de l'Espérance, thans 't Kasteeltje                                          | Oui                   |                                  | Nieuwpoort        | Langestraat 78             | 51° 07′ 56″ nord, 2° 45′ 01″ est | 16577               | Téléverser                                                 |
| (nl) Vredegerecht en Politiecommissariaat, thans biosco                                   | Oui                   |                                  | Nieuwpoort        | Langestraat 83             | 51° 07′ 56″ nord, 2° 45′ 09″ est | 16578               | Téléverser                                                 |
| (nl) Vredegerecht en Politiecommissariaat, thans biosco                                   | Oui                   |                                  | Nieuwpoort        | Langestraat 87             | 51° 07′ 56″ nord, 2° 45′ 09″ est | 16578               | Téléverser                                                 |
| (nl) Vredegerecht en Politiecommissariaat, thans biosco                                   | Oui                   |                                  | Nieuwpoort        | Langestraat 89             | 51° 07′ 56″ nord, 2° 45′ 09″ est | 16578               | Téléverser                                                 |
| (nl) Vroeger Staats Middelbare Hoofdschool, Rijksmiddenschool Schoolgebouw                |                       |                                  | Nieuwpoort        | Luitenant Calbergstraat 16 | 51° 07′ 51″ nord, 2° 45′ 18″ est | 16582               | Téléverser                                                 |
| (nl) Vroeger Staats Middelbare Hoofdschool, Rijksmiddenschool Schoolgebouw                |                       |                                  | Nieuwpoort        | Luitenant Calbergstraat 18 | 51° 07′ 51″ nord, 2° 45′ 18″ est | 16582               | Téléverser                                                 |
| (nl) Sint-Bernarduscollege en Vrije Visserijschool, Instituut ten Bogaerde.               |                       |                                  | Nieuwpoort        | Marktplein 5               | 51° 07′ 42″ nord, 2° 45′ 11″ est | 16583               | Téléverser                                                 |
| (nl) Sint-Bernarduscollege en Vrije Visserijschool, Instituut ten Bogaerde.               |                       |                                  | Nieuwpoort        | Sint-Sebastiaanstraat 2    | 51° 07′ 42″ nord, 2° 45′ 11″ est | 16583               | Téléverser                                                 |
| (nl) Hal en Belfort                                                                       | Oui                   |                                  | Nieuwpoort        | Marktplein 6               | 51° 07′ 45″ nord, 2° 45′ 07″ est | 16584               | Téléverser                                                 |
| (nl) Stadhuis                                                                             | Oui                   |                                  | Nieuwpoort        | Marktplein 7               | 51° 07′ 45″ nord, 2° 45′ 04″ est | 16585               | Téléverser                                                 |
| (nl) Breedhuis naar ontwerp van P. Vandervoort 1921, neoclassistische stijl               |                       |                                  | Nieuwpoort        | Marktstraat 7              | 51° 07′ 54″ nord, 2° 45′ 07″ est | 16586               | Téléverser                                                 |
| (nl) Breedhuis 1922, Léon Neirynck en Edouard Demorey,                                    |                       |                                  | Nieuwpoort        | Marktstraat 8              | 51° 07′ 54″ nord, 2° 45′ 10″ est | 16587               | Téléverser                                                 |
| (nl) Neogotisch getinte breedhuizen naar ontwerp van J. Gunst 1922                        |                       |                                  | Nieuwpoort        | Marktstraat 19             | 51° 07′ 53″ nord, 2° 45′ 07″ est | 16588               | Téléverser                                                 |
| (nl) Neogotisch getinte breedhuizen naar ontwerp van J. Gunst 1922                        |                       |                                  | Nieuwpoort        | Marktstraat 21             | 51° 07′ 53″ nord, 2° 45′ 07″ est | 16588               | Téléverser                                                 |
| (nl) Neogotisch getinte breedhuizen naar ontwerp van J. Gunst 1922                        |                       |                                  | Nieuwpoort        | Marktstraat 23             | 51° 07′ 53″ nord, 2° 45′ 07″ est | 16588               | Téléverser                                                 |
| (nl) Breedhuis 1922, winkelpui                                                            |                       |                                  | Nieuwpoort        | Marktstraat 24             | 51° 07′ 52″ nord, 2° 45′ 09″ est | 16589               | Téléverser                                                 |
| (nl) Breedhuizen F. Remacle, winkelpuien                                                  |                       |                                  | Nieuwpoort        | Marktstraat 34             | 51° 07′ 50″ nord, 2° 45′ 09″ est | 16590               | Téléverser                                                 |
| (nl) Breedhuizen F. Remacle, winkelpuien                                                  |                       |                                  | Nieuwpoort        | Marktstraat 36             | 51° 07′ 50″ nord, 2° 45′ 09″ est | 16590               | Téléverser                                                 |
| (nl) Eclectisch rijhuis naar ontwerp van V. Tinant, 1922, breedhuis                       |                       |                                  | Nieuwpoort        | Marktstraat 38             | 51° 07′ 50″ nord, 2° 45′ 09″ est | 16591               | Téléverser                                                 |
| (nl) Posterijen, eclectische lijstgevel ca. 1922                                          |                       |                                  | Nieuwpoort        | Marktstraat 40             | 51° 07′ 50″ nord, 2° 45′ 09″ est | 16592               | Téléverser                                                 |
| (nl) Breedhuis begin jaren 1920                                                           |                       |                                  | Nieuwpoort        | Marktstraat 40             | 51° 07′ 50″ nord, 2° 45′ 09″ est | 16593               | Téléverser                                                 |
| (nl) Herenhuis                                                                            |                       |                                  | Nieuwpoort        | Marktstraat 45             | 51° 07′ 50″ nord, 2° 45′ 06″ est | 16594               | Téléverser                                                 |
| (nl) Bankgebouw, enkelhuis,naar ontwerp van A. Hannaert 1922                              |                       |                                  | Nieuwpoort        | Marktstraat 48             | 51° 07′ 49″ nord, 2° 45′ 09″ est | 16595               | Téléverser                                                 |
| (nl) Diephuis, naar ontwerp van Ch. Crevits 1921, met winkelpui                           |                       |                                  | Nieuwpoort        | Marktstraat 50             | 51° 07′ 48″ nord, 2° 45′ 10″ est | 16596               | Téléverser                                                 |
| (nl) Rijhuis neogotische inslag, breedhuis ca. 1922                                       |                       |                                  | Nieuwpoort        | Marktstraat 52             | 51° 07′ 48″ nord, 2° 45′ 08″ est | 16597               | Téléverser                                                 |
| (nl) Bankgebouw neobarokke inslag, hoekhuis, 1922, naar ontwerp van architect A. Daniëls  |                       |                                  | Nieuwpoort        | Marktstraat 56             |                                  | 16598               | Téléverser                                                 |
| (nl) Duynenhuys, refugium Ter Duinenabdij Koksijde                                        | Oui                   |                                  | Nieuwpoort        | Oostendestraat 13          | 51° 07′ 58″ nord, 2° 45′ 07″ est | 16599               | Téléverser                                                 |
| (nl) Duynenhuys, refugium Ter Duinenabdij Koksijde                                        | Oui                   |                                  | Nieuwpoort        | Oostendestraat 15          | 51° 07′ 58″ nord, 2° 45′ 07″ est | 16599               | Téléverser                                                 |
| (nl) Neoclassicistisch rijhuis begin jaren 1920                                           |                       |                                  | Nieuwpoort        | Oostendestraat 30          | 51° 07′ 57″ nord, 2° 45′ 09″ est | 16600               | Téléverser                                                 |
| (nl) Neoclassicistisch rijhuis begin jaren 1920                                           |                       |                                  | Nieuwpoort        | Oostendestraat 32          | 51° 07′ 57″ nord, 2° 45′ 09″ est | 16600               | Téléverser                                                 |
| (nl) Klooster der zusters Clarissen                                                       |                       |                                  | Nieuwpoort        | Hoogstraat 4               | 51° 07′ 54″ nord, 2° 45′ 02″ est | 16603               | Téléverser                                                 |
| (nl) Eenheidsbebouwing met burgerhuis en herberg Gasthof De Beiaard                       |                       |                                  | Nieuwpoort        | Recollettenstraat 45       | 51° 07′ 47″ nord, 2° 45′ 03″ est | 16604               | Téléverser                                                 |
| (nl) Eenheidsbebouwing met burgerhuis en herberg Gasthof De Beiaard                       |                       |                                  | Nieuwpoort        | Recollettenstraat 47       | 51° 07′ 47″ nord, 2° 45′ 03″ est | 16604               | Téléverser                                                 |
| (nl) Eenheidsbebouwing werkplaats en arbeiderswoningen                                    |                       |                                  | Nieuwpoort        | Schoolstraat 22            | 51° 07′ 52″ nord, 2° 45′ 22″ est | 16605               | Téléverser                                                 |
| (nl) Eenheidsbebouwing werkplaats en arbeiderswoningen                                    |                       |                                  | Nieuwpoort        | Schoolstraat 24            | 51° 07′ 52″ nord, 2° 45′ 22″ est | 16605               | Téléverser                                                 |
| (nl) Eenheidsbebouwing werkplaats en arbeiderswoningen                                    |                       |                                  | Nieuwpoort        | Schoolstraat 26            | 51° 07′ 52″ nord, 2° 45′ 22″ est | 16605               | Téléverser                                                 |
| (nl) Eenheidsbebouwing werkplaats en arbeiderswoningen                                    |                       |                                  | Nieuwpoort        | Schoolstraat 28            | 51° 07′ 52″ nord, 2° 45′ 22″ est | 16605               | Téléverser                                                 |
| (nl) Eenheidsbebouwing werkplaats en arbeiderswoningen                                    |                       |                                  | Nieuwpoort        | Schoolstraat 30            | 51° 07′ 52″ nord, 2° 45′ 22″ est | 16605               | Téléverser                                                 |
| (nl) Eenheidsbebouwing werkplaats en arbeiderswoningen                                    |                       |                                  | Nieuwpoort        | Schoolstraat 32            | 51° 07′ 52″ nord, 2° 45′ 22″ est | 16605               | Téléverser                                                 |
| (nl) Eenheidsbebouwing werkplaats en arbeiderswoningen                                    |                       |                                  | Nieuwpoort        | Schoolstraat 34            | 51° 07′ 52″ nord, 2° 45′ 22″ est | 16605               | Téléverser                                                 |
| (nl) Eenheidsbebouwing werkplaats en arbeiderswoningen                                    |                       |                                  | Nieuwpoort        | Schoolstraat 36            | 51° 07′ 52″ nord, 2° 45′ 22″ est | 16605               | Téléverser                                                 |
| (nl) Eenheidsbebouwing werkplaats en arbeiderswoningen                                    |                       |                                  | Nieuwpoort        | Schoolstraat 38            | 51° 07′ 52″ nord, 2° 45′ 22″ est | 16605               | Téléverser                                                 |
| (nl) Eenheidsbebouwing werkplaats en arbeiderswoningen                                    |                       |                                  | Nieuwpoort        | Schoolstraat 40            | 51° 07′ 52″ nord, 2° 45′ 22″ est | 16605               | Téléverser                                                 |
| (nl) Eenheidsbebouwing werkplaats en arbeiderswoningen                                    |                       |                                  | Nieuwpoort        | Schoolstraat 42            | 51° 07′ 52″ nord, 2° 45′ 22″ est | 16605               | Téléverser                                                 |
| (nl) Eenheidsbebouwing werkplaats en arbeiderswoningen                                    |                       |                                  | Nieuwpoort        | Schoolstraat 44            | 51° 07′ 52″ nord, 2° 45′ 22″ est | 16605               | Téléverser                                                 |
| (nl) Eenheidsbebouwing werkplaats en arbeiderswoningen                                    |                       |                                  | Nieuwpoort        | Schoolstraat 46            | 51° 07′ 52″ nord, 2° 45′ 22″ est | 16605               | Téléverser                                                 |
| (nl) Bommevrij, poedermagazijn 1818-1822, versterkt gebouw                                | Oui                   |                                  | Nieuwpoort        | Schoolstraat 48            | 51° 07′ 50″ nord, 2° 45′ 22″ est | 16606               | Téléverser                                                 |
| (nl) Stedelijk slachthuis, en woning                                                      |                       |                                  | Nieuwpoort        | Slachthuisstraat 3         | 51° 07′ 58″ nord, 2° 45′ 19″ est | 16607               | Téléverser                                                 |
| (nl) Torenru´ne parochiekerk Sint-Laurentius, Duvetorre, ook soms Tempelierstoren         | Oui                   |                                  | Nieuwpoort        | Willem De Roolaan          | 51° 07′ 50″ nord, 2° 45′ 26″ est | 16608               | Téléverser                                                 |
| (nl) Eertijds Davidsfondszaal, thans Zaal Cardijn                                         |                       |                                  | Nieuwpoort        | Willem De Roolaan 67       | 51° 07′ 44″ nord, 2° 45′ 13″ est | 16609               | Téléverser                                                 |
| (nl) Instituut Stella Maris, schoolcomplex                                                |                       |                                  | Nieuwpoort        | Willem De Roolaan 72       | 51° 07′ 42″ nord, 2° 45′ 14″ est | 16610               | Téléverser                                                 |
| (nl) Eclectische gevelwand                                                                |                       |                                  | Nieuwpoort        | Willem De Roolaan 100      | 51° 07′ 42″ nord, 2° 45′ 02″ est | 16611               | Téléverser                                                 |
| (nl) Eclectische gevelwand                                                                |                       |                                  | Nieuwpoort        | Willem De Roolaan 102      | 51° 07′ 42″ nord, 2° 45′ 02″ est | 16611               | Téléverser                                                 |
| (nl) Eclectische gevelwand                                                                |                       |                                  | Nieuwpoort        | Willem De Roolaan 104      | 51° 07′ 42″ nord, 2° 45′ 02″ est | 16611               | Téléverser                                                 |
| (nl) Eclectische gevelwand                                                                |                       |                                  | Nieuwpoort        | Willem De Roolaan 106      | 51° 07′ 42″ nord, 2° 45′ 02″ est | 16611               | Téléverser                                                 |
| (nl) Eclectische gevelwand                                                                |                       |                                  | Nieuwpoort        | Willem De Roolaan 108      | 51° 07′ 42″ nord, 2° 45′ 02″ est | 16611               | Téléverser                                                 |
| (nl) Eclectische gevelwand                                                                |                       |                                  | Nieuwpoort        | Willem De Roolaan 110      | 51° 07′ 42″ nord, 2° 45′ 02″ est | 16611               | Téléverser                                                 |
| (nl) Eclectische gevelwand                                                                |                       |                                  | Nieuwpoort        | Willem De Roolaan 112      | 51° 07′ 42″ nord, 2° 45′ 02″ est | 16611               | Téléverser                                                 |
| (nl) Eclectische gevelwand                                                                |                       |                                  | Nieuwpoort        | Willem De Roolaan 76       | 51° 07′ 42″ nord, 2° 45′ 02″ est | 16611               | Téléverser                                                 |
| (nl) Eclectische gevelwand                                                                |                       |                                  | Nieuwpoort        | Willem De Roolaan 78       | 51° 07′ 42″ nord, 2° 45′ 02″ est | 16611               | Téléverser                                                 |
| (nl) Eclectische gevelwand                                                                |                       |                                  | Nieuwpoort        | Willem De Roolaan 80       | 51° 07′ 42″ nord, 2° 45′ 02″ est | 16611               | Téléverser                                                 |
| (nl) Eclectische gevelwand                                                                |                       |                                  | Nieuwpoort        | Willem De Roolaan 82       | 51° 07′ 42″ nord, 2° 45′ 02″ est | 16611               | Téléverser                                                 |
| (nl) Eclectische gevelwand                                                                |                       |                                  | Nieuwpoort        | Willem De Roolaan 84       | 51° 07′ 42″ nord, 2° 45′ 02″ est | 16611               | Téléverser                                                 |
| (nl) Eclectische gevelwand                                                                |                       |                                  | Nieuwpoort        | Willem De Roolaan 86       | 51° 07′ 42″ nord, 2° 45′ 02″ est | 16611               | Téléverser                                                 |
| (nl) Eclectische gevelwand                                                                |                       |                                  | Nieuwpoort        | Willem De Roolaan 88       | 51° 07′ 42″ nord, 2° 45′ 02″ est | 16611               | Téléverser                                                 |
| (nl) Eclectische gevelwand                                                                |                       |                                  | Nieuwpoort        | Willem De Roolaan 90       | 51° 07′ 42″ nord, 2° 45′ 02″ est | 16611               | Téléverser                                                 |
| (nl) Eclectische gevelwand                                                                |                       |                                  | Nieuwpoort        | Willem De Roolaan 92       | 51° 07′ 42″ nord, 2° 45′ 02″ est | 16611               | Téléverser                                                 |
| (nl) Eclectische gevelwand                                                                |                       |                                  | Nieuwpoort        | Willem De Roolaan 94       | 51° 07′ 42″ nord, 2° 45′ 02″ est | 16611               | Téléverser                                                 |
| (nl) Eclectische gevelwand                                                                |                       |                                  | Nieuwpoort        | Willem De Roolaan 96       | 51° 07′ 42″ nord, 2° 45′ 02″ est | 16611               | Téléverser                                                 |
| (nl) Eclectische gevelwand                                                                |                       |                                  | Nieuwpoort        | Willem De Roolaan 98       | 51° 07′ 42″ nord, 2° 45′ 02″ est | 16611               | Téléverser                                                 |
| (nl) De Renaissance, café-restaurant naar ontwerp van Ph. Van Marcke-Architecte-La Panne  |                       |                                  | Nieuwpoort        | Albert I laan 108          |                                  | 16613               | Téléverser                                                 |
| (nl) Vroeger Villa Regina, thans Estacade                                                 |                       |                                  | Nieuwpoort        | Albert I laan 135          | 51° 08′ 58″ nord, 2° 43′ 18″ est | 16614               | Téléverser                                                 |
| (nl) Vroeger Villa Regina, thans Estacade                                                 |                       |                                  | Nieuwpoort        | Albert I laan 137          | 51° 08′ 58″ nord, 2° 43′ 18″ est | 16614               | Téléverser                                                 |
| (nl) Hoekhuis, Falstaff                                                                   |                       |                                  | Nieuwpoort        | Albert I laan 195          | 51° 08′ 55″ nord, 2° 43′ 02″ est | 16615               | Téléverser                                                 |
| (nl) Respectievelijk Clos Normand en Ty Breiz, dubbelhuis en enkelhuis                    |                       |                                  | Nieuwpoort        | Albert I laan 247          | 51° 08′ 49″ nord, 2° 42′ 49″ est | 16616               | Téléverser                                                 |
| (nl) Respectievelijk Clos Normand en Ty Breiz, dubbelhuis en enkelhuis                    |                       |                                  | Nieuwpoort        | Albert I laan 249          | 51° 08′ 49″ nord, 2° 42′ 49″ est | 16616               | Téléverser                                                 |
| (nl) Hurlebise, hoekhuis Art Deco invloed                                                 | Oui                   |                                  | Nieuwpoort        | Albert I laan 110          | 51° 09′ 01″ nord, 2° 43′ 16″ est | 16619               | Téléverser                                                 |
| (nl) Eigen woning architect P. Callebaut, 1956                                            | Oui                   |                                  | Nieuwpoort        | Mosweg 7                   | 51° 08′ 34″ nord, 2° 43′ 17″ est | 16620               | Téléverser                                                 |
| (nl) Parochiekerk Sint-Bernardus, neoromaans bedehuis 1923                                |                       |                                  | Nieuwpoort        | Sint-Bernardusplein        | 51° 08′ 45″ nord, 2° 42′ 39″ est | 16621               | (nl) Parochiekerk Sint-Bernardus, neoromaans bedehuis 1923 |
| (nl) Pastorie, hoekhuis, neo-Vlaamse-renaissance                                          |                       |                                  | Nieuwpoort        | Sint-Bernardusplein 2      | 51° 08′ 46″ nord, 2° 42′ 41″ est | 16622               | Téléverser                                                 |
| (nl) White Residence, Le Grand Hôtel, hoekhuis                                            | Oui                   |                                  | Nieuwpoort        | Albert I laan 112          | 51° 09′ 01″ nord, 2° 43′ 10″ est | 16623               | Téléverser                                                 |
| (nl) Vakantiehuis Kindervreugde, hoekhuis                                                 | Oui                   |                                  | Nieuwpoort        | Albert I laan 126          | 51° 08′ 59″ nord, 2° 43′ 07″ est | 16624               | Téléverser                                                 |
| (nl) Respectievelijk Marie-Joseph, Matabish en Villa Ghislaine                            |                       |                                  | Nieuwpoort        | Zeedijk 41                 | 51° 08′ 53″ nord, 2° 42′ 51″ est | 16626               | Téléverser                                                 |
| (nl) Respectievelijk Marie-Joseph, Matabish en Villa Ghislaine                            |                       |                                  | Nieuwpoort        | Zeedijk 42                 | 51° 08′ 53″ nord, 2° 42′ 51″ est | 16626               | Téléverser                                                 |
| (nl) Respectievelijk Marie-Joseph, Matabish en Villa Ghislaine                            |                       |                                  | Nieuwpoort        | Zeedijk 44                 | 51° 08′ 53″ nord, 2° 42′ 51″ est | 16626               | Téléverser                                                 |
| (nl) Villa des Flots                                                                      |                       |                                  | Nieuwpoort        | Zeedijk 64                 | 51° 08′ 50″ nord, 2° 42′ 45″ est | 16629               | Téléverser                                                 |
| (nl) Les Lutins, breedhuis neoclassicistische stijl uit de jaren 1920 (?)                 |                       |                                  | Nieuwpoort        | Zeedijk 73                 | 51° 08′ 48″ nord, 2° 42′ 42″ est | 16631               | Téléverser                                                 |
| (nl) Breedhuis cottagestijl jaren 1920                                                    |                       |                                  | Nieuwpoort        | Zeedijk 110                | 51° 08′ 43″ nord, 2° 42′ 29″ est | 16641               | Téléverser                                                 |
| (nl) Groot Noordhof / Groet Noorthuys, herenhoeve midden een deels bewaarde omwalling     |                       |                                  | Ramskapelle       | Diksmuidse Weg 10          |                                  | 16642               | Téléverser                                                 |
| (nl) Groot Noordhof / Groet Noorthuys, herenhoeve midden een deels bewaarde omwalling     |                       |                                  | Ramskapelle       | Diksmuidse Weg 8           | 51° 05′ 39″ nord, 2° 42′ 00″ est | 16642               | Téléverser                                                 |
| (nl) Hoevecomplex Oosthof                                                                 |                       |                                  | Ramskapelle       | Diksmuidse Weg 11          | 51° 05′ 52″ nord, 2° 47′ 11″ est | 16643               | Téléverser                                                 |
| (nl) Klein Noordhof / Cleyn Noorthuys, hoeve,                                             |                       |                                  | Ramskapelle       | Diksmuidse Weg 14          | 51° 05′ 49″ nord, 2° 46′ 00″ est | 16644               | Téléverser                                                 |
| (nl) Pastorie, hoekhuis 1923, wederopbouwarchitectuur                                     |                       |                                  | Ramskapelle       | Hemmestraat 1              | 51° 06′ 35″ nord, 2° 45′ 45″ est | 16645               | Téléverser                                                 |
| (nl) Arbeiderswoningen wederopbouwarchitectuur jaren 19                                   |                       |                                  | Ramskapelle       | Hemmestraat 11             | 51° 06′ 36″ nord, 2° 45′ 47″ est | 16646               | Téléverser                                                 |
| (nl) Arbeiderswoningen wederopbouwarchitectuur jaren 19                                   |                       |                                  | Ramskapelle       | Hemmestraat 13             | 51° 06′ 36″ nord, 2° 45′ 47″ est | 16646               | Téléverser                                                 |
| (nl) Arbeiderswoningen wederopbouwarchitectuur jaren 19                                   |                       |                                  | Ramskapelle       | Hemmestraat 15             | 51° 06′ 36″ nord, 2° 45′ 47″ est | 16646               | Téléverser                                                 |
| (nl) Arbeiderswoningen wederopbouwarchitectuur jaren 19                                   |                       |                                  | Ramskapelle       | Hemmestraat 3              | 51° 06′ 36″ nord, 2° 45′ 47″ est | 16646               | Téléverser                                                 |
| (nl) Arbeiderswoningen wederopbouwarchitectuur jaren 19                                   |                       |                                  | Ramskapelle       | Hemmestraat 5              | 51° 06′ 36″ nord, 2° 45′ 47″ est | 16646               | Téléverser                                                 |
| (nl) Arbeiderswoningen wederopbouwarchitectuur jaren 19                                   |                       |                                  | Ramskapelle       | Hemmestraat 7              | 51° 06′ 36″ nord, 2° 45′ 47″ est | 16646               | Téléverser                                                 |
| (nl) Arbeiderswoningen wederopbouwarchitectuur jaren 19                                   |                       |                                  | Ramskapelle       | Hemmestraat 9              | 51° 06′ 36″ nord, 2° 45′ 47″ est | 16646               | Téléverser                                                 |
| (nl) Wolvennest ook Merkemhof, hoeve wederopbouwarchitectuur uit de jaren 1920            |                       |                                  | Ramskapelle       | Hemmestraat 40             | 51° 06′ 23″ nord, 2° 47′ 40″ est | 16647               | Téléverser                                                 |
| (nl) Hoeve wederopbouwarchitectuur                                                        |                       |                                  | Ramskapelle       | Koolhofstraat 5            | 51° 06′ 40″ nord, 2° 44′ 56″ est | 16648               | Téléverser                                                 |
| (nl) Koolhof, hoeve losse bestanddelen                                                    |                       |                                  | Ramskapelle       | Koolhofstraat 7            | 51° 06′ 41″ nord, 2° 44′ 33″ est | 16649               | Téléverser                                                 |
| (nl) 't Jockveldt, wederopbouwarchitectuur                                                |                       |                                  | Ramskapelle       | Molenstraat 30             | 51° 06′ 13″ nord, 2° 45′ 11″ est | 16650               | Téléverser                                                 |
| (nl) Schoolmeestershuis en schoolgebouwtje, jaren 1920                                    |                       |                                  | Ramskapelle       | Ramskapellestraat 84       | 51° 06′ 31″ nord, 2° 45′ 43″ est | 16651               | Téléverser                                                 |
| (nl) Hoeve, Eendenhof of Ferme des Canards, 1921                                          |                       |                                  | Sint-Joris        | Brugse Steenweg 108        | 51° 07′ 43″ nord, 2° 47′ 18″ est | 16652               | Téléverser                                                 |
| (nl) Parochiekerk Sint-Joris, neogotisch bedehuis naar ontwerp van architect G. Hendrickx |                       |                                  | Sint-Joris        | Sint-Jorisplein            | 51° 07′ 50″ nord, 2° 46′ 44″ est | 16653               | Téléverser                                                 |
| (nl) Sas, 'Kattesas' of 'Oude Veurnesas' met ontwateringssluis                            | Oui                   |                                  | Nieuwpoort        | Albert I laan              | 51° 08′ 06″ nord, 2° 44′ 38″ est | 200701              | Téléverser                                                 |
| (nl) Sluizencomplex De Ganzepoot                                                          |                       |                                  | Nieuwpoort        | Westendelaan               | 51° 08′ 05″ nord, 2° 45′ 27″ est | 200702              | Téléverser                                                 |
| Phare de Nieuport                                                                         | Oui                   |                                  | Nieuport          | Oude Zeedijk               | 51° 09′ 17″ nord, 2° 43′ 48″ est | 200822              | Téléverser                                                 |
| (nl) Restanten van de marine kustbatterij Ramien                                          | Oui                   |                                  | Nieuwpoort        | Oude Zeedijk               | 51° 09′ 11″ nord, 2° 43′ 39″ est | 200824              | Téléverser                                                 |
| (nl) Britse militaire begraafplaats Cement House Cemetery                                 | Oui                   |                                  | Sint-Joris        | Brugse Steenweg            | 51° 07′ 42″ nord, 2° 46′ 04″ est | 200825              | Téléverser                                                 |
| (nl) Gedenkteken voor de militaire en burgerlijke doden van Nieuwpoort                    | Oui                   |                                  | Nieuwpoort        | Onze Lieve Vrouwstraat     | 51° 07′ 43″ nord, 2° 45′ 01″ est | 200826              | Téléverser                                                 |
| (nl) Demarcatiepalen                                                                      | Oui                   |                                  | Nieuwpoort        | Brugse Steenweg            | 51° 09′ 03″ nord, 2° 43′ 19″ est | 200829              | Téléverser                                                 |
| (nl) Demarcatiepalen                                                                      | Oui                   |                                  | Nieuwpoort        | Lombardsijdestraat         | 51° 09′ 03″ nord, 2° 43′ 19″ est | 200829              | Téléverser                                                 |
| (nl) Demarcatiepalen                                                                      | Oui                   |                                  | Ramskapelle       | Molenstraat                | 51° 09′ 03″ nord, 2° 43′ 19″ est | 200829              | Téléverser                                                 |
| (nl) Demarcatiepalen                                                                      | Oui                   |                                  | Nieuwpoort        | Westendelaan               | 51° 09′ 03″ nord, 2° 43′ 19″ est | 200829              | Téléverser                                                 |
| (nl) Restanten van het steunpunt Seeckt                                                   | Oui                   |                                  | Nieuwpoort        | Kustweg                    | 51° 09′ 36″ nord, 2° 44′ 49″ est | 200831              | Téléverser                                                 |
| (nl) Versterkte stationsru´ne                                                             | Oui                   |                                  | Ramskapelle       | Hemmestraat 30             | 51° 06′ 39″ nord, 2° 46′ 04″ est | 200833              | Téléverser                                                 |
| (nl) Fabrieksschoorsteen en ateliergebouw van steenbakkerij                               | Oui                   |                                  | Ramskapelle       | Koolhofstraat              | 51° 06′ 40″ nord, 2° 44′ 24″ est | 200834              | Téléverser                                                 |
| (nl) Schoorsteen van vlasroterij                                                          | Oui                   |                                  | Nieuwpoort        | Koolhofstraat              | 51° 06′ 42″ nord, 2° 44′ 24″ est | 200837              | Téléverser                                                 |
| Cimetière militaire belge de Ramskapelle                                                  | Oui                   |                                  | Ramskapelle       | Ramskapellestraat          | 51° 06′ 50″ nord, 2° 45′ 51″ est | 200838              | Téléverser                                                 |
| (nl) Standbeeld voor het 7de Linieregiment                                                | Oui                   |                                  | Sint-Joris        | Brugse Steenweg            | 51° 07′ 38″ nord, 2° 48′ 04″ est | 200840              | Téléverser                                                 |
| (nl) Eenheidsbebouwing met twee burgerhuizen                                              |                       |                                  | Nieuwpoort        | Duinkerkestraat 38         | 51° 07′ 39″ nord, 2° 44′ 57″ est | 83676               | Téléverser                                                 |
| (nl) Eenheidsbebouwing met twee burgerhuizen                                              |                       |                                  | Nieuwpoort        | Duinkerkestraat 40         | 51° 07′ 39″ nord, 2° 44′ 57″ est | 83676               | Téléverser                                                 |
| (nl) Parochiekerk Onze-Lieve-Vrouw                                                        | Oui                   |                                  | Nieuwpoort        | Onze Lieve Vrouwstraat     | 51° 07′ 44″ nord, 2° 45′ 04″ est | 83677               | Téléverser                                                 |
| (nl) Burgerhuis                                                                           | Oui                   |                                  | Nieuwpoort        | Onze Lieve Vrouwstraat 5   | 51° 07′ 44″ nord, 2° 44′ 59″ est | 83678               | Téléverser                                                 |
| (nl) Burgerhuis in neotraditionele stijl                                                  | Oui                   |                                  | Nieuwpoort        | Onze Lieve Vrouwstraat 7   | 51° 07′ 44″ nord, 2° 44′ 59″ est | 83679               | Téléverser                                                 |
| (nl) Maria's huis                                                                         | Oui                   |                                  | Nieuwpoort        | Onze Lieve Vrouwstraat 9   | 51° 07′ 44″ nord, 2° 44′ 59″ est | 83680               | Téléverser                                                 |
| (nl) Burgerhuis, Villa Alphonse                                                           |                       |                                  | Nieuwpoort        | Onze Lieve Vrouwstraat 16  | 51° 07′ 39″ nord, 2° 45′ 02″ est | 83681               | Téléverser                                                 |
| (nl) Deels vrijstaand hoekhuis bij Willem Deroolaan                                       | Oui                   |                                  | Nieuwpoort        | Onze Lieve Vrouwstraat 17  | 51° 07′ 41″ nord, 2° 44′ 59″ est | 83682               | Téléverser                                                 |
| (nl) Parochiekerk St-Laurentius                                                           |                       |                                  | Ramskapelle       | Hemmestraat 2              | 51° 06′ 34″ nord, 2° 45′ 47″ est | 83683               | Téléverser                                                 |